# 阿绍格讷格尔
阿绍格讷格尔（Ashok Nagar），是印度中央邦阿绍格讷格尔县的一个城镇。总人口57682（2001年）。

## 人口
该地2001年总人口57682人，其中男性30550人，女性27132人；0—6岁人口9186人，其中男4857人，女4329人；识字率62.97%，其中男性为71.60%，女性为53.24%。